# Парламентские выборы в Молдове (1994)
Парламентские выборы в Молдавии 27 февраля 1994 — вторые выборы парламента в Республике Молдова. В выборах приняли участие 9 политических партий, 4 блока и 20 независимых кандидатов. Избирательный порог для партий — 4 %, для блоков — 4 %, для независимых кандидатов — 4 %. Явка среди гражданского населения составила 79,31 % от занесённых в избирательные списки избирателей, в связи с чем, выборы были объявлены состоявшимися.

## Участники

### Политические партии и избирательные блоки
- Избирательный блок «Альянс христианско-демократического народного фронта» (лидер списка — Юрий Рошка)
  - Христианско-демократический народный фронт
  - Движение волонтеров Республики Молдова
  - Христианско-демократическая молодёжная организация
- Ассоциация жертв тоталитарного коммунистического режима в Молдове (лидер списка — Михаил Морошану)
- Национал-христианская партия Молдовы (лидер списка — Владимир Нику)
- Избирательный блок «Социал-демократический блок» (лидер списка — Оазу Нантой)
  - Социал-демократическая партия Молдовы
  - Национальная лига молодежи Молдовы
- Избирательный блок «Блок крестьян и интеллектуалов» (лидер списка — Семён Чертан)
  - Конгресс интеллигенции Республики Молдова
  - Альянс свободных крестьян
  - Христианско-демократическая лига женщин Молдовы
  - Национально-либеральная партия
- Демократическая партия Молдовы (лидер списка — Георгий Гимпу)
- Избирательный блок «Социалистическая партия и движение Unitate-Единство» (лидер списка — Валерий Сеник)
  - Социалистическая партия Молдовы
  - Движение за равенство прав «Unitate-Единство»
- Ассоциация женщин Молдовы (лидер списка — Людмила Скальная)
- Экологическая партия Молдовы «Зелёный альянс» (лидер списка — Мирча Чухрий)
- Аграрно-демократическая партия Молдовы (лидер списка — Дмитрий Мопцан)
- Республиканская партия Молдовы (лидер списка — Виктор Пушкаш)
- Демократическая партия труда Молдовы (лидер списка — Мирча Русу)
- Партия реформы (лидер списка — Георгий Амихалакиоае)

### Независимые кандидаты
- Александр Кишерин
- Дмитрий Кожухарь
- Профир Платон
- Георгий Филат
- Михаил Антонов
- Виталий Загородный
- Елена Сажина
- Виктор Горбан
- Василий Котунэ
- Михаил Чорич
- Михаил Плэмэдялэ
- Иван Драгуца
- Иван Цуркану
- Валентин Филипский
- Иван Чунту
- Сергей Фандофан
- Сава Маймеску
- Григорий Гологан
- Павел Гусак
- Георгий Кырлан

## Результаты
Окончательные результаты выборов:
| Партия                                                                    | Голосов   | Голосов % | Мандатов |
| ------------------------------------------------------------------------- | --------- | --------- | -------- |
| Аграрно-демократическая партия Молдовы                                    | 766 589   | 43,18 %   | 56       |
| Избирательный блок «Социалистическая партия и движение Унитате-Единство»  | 390 584   | 22,00 %   | 28       |
| Избирательный блок «Блок крестьян и интеллектуалов»                       | 163 513   | 9,21 %    | 11       |
| Избирательный блок «Альянс христианско-демократического народного фронта» | 133 606   | 7,53 %    | 9        |
| Избирательный блок «Социал-демократический блок»                          | 65 028    | 3,66 %    | 0        |
| Ассоциация женщин Молдовы                                                 | 50 243    | 2,83 %    | 0        |
| Демократическая партия труда Молдовы                                      | 49 210    | 2,77 %    | 0        |
| Партия реформ                                                             | 41 980    | 2,36 %    | 0        |
| Демократическая партия Молдовы                                            | 23 368    | 1,32 %    | 0        |
| Ассоциация жертв тоталитарного коммунистического режима Молдовы           | 16 672    | 0,94 %    | 0        |
| Республиканская партия Молдовы                                            | 16 529    | 0,93 %    | 0        |
| Экологическая партия Молдовы «Зелёный альянс»                             | 7 025     | 0,40 %    | 0        |
| Национальная христианская партия Молдовы                                  | 5 878     | 0,33 %    | 0        |
| Независимые кандидаты                                                     |           | 2,54 %    | 0        |
| Всего (явка 79,31 %)                                                      | 1 581 517 | 100 %     | 101      |